# گمینا تژچینگسکو-زدروی
گمینا تژچینگسکو-زدروی (به لهستانی:  Gmina Trzcińsko-Zdrój) یک گمینا در لهستان است که در شهرستان گرفینو واقع شده‌است. گمینا تژچینگسکو-زدروی ۱۷۰٫۵۱ کیلومتر مربع مساحت و ۵٬۶۹۰ نفر جمعیت دارد.